# Скрученник китайский
Скрученник китайский, или скрученник приятный (лат. Spiranthes sinensis) — вид однодольных растений рода Скрученник (Spiranthes) семейства Орхидные (Orchidaceae). Впервые описан в 1807 году Христианом Генрихом Персоном под таксономическим названием Neottia sinensis, в состав рода Spiranthes перенесён в 1908 году американским ботаником Оуксом Эймсом.

## Описание

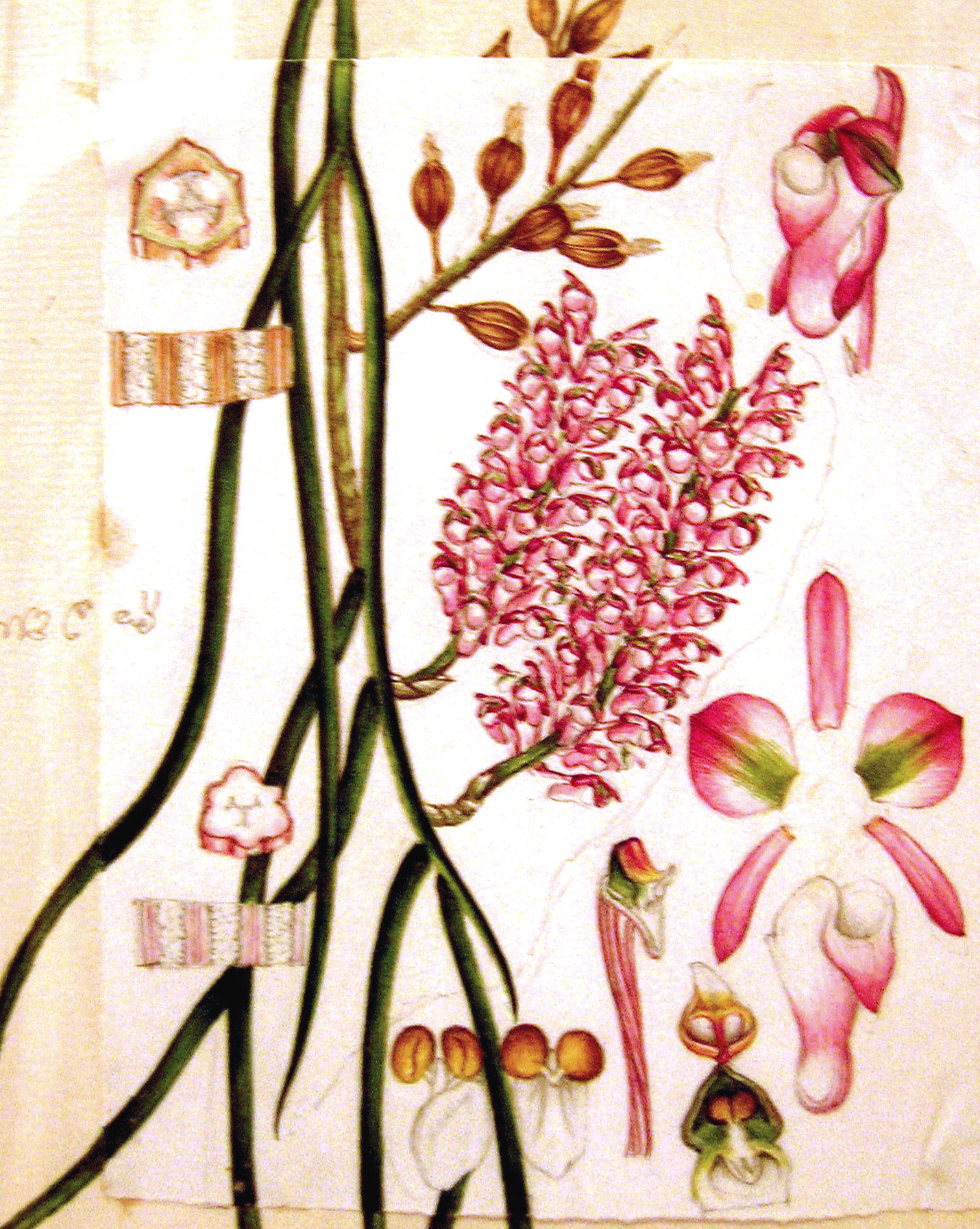
Ботаническая иллюстрация

Травянистое многолетнее растение. Листья простые, без членения, с острой верхушкой и гладким краем. Соцветие — колос. Цветки размером до 1 см, розовые, с белыми и красными пятнами, имеют шесть лепестков. Плод — коробочка.

## Распространение
Один из наиболее распространённых видов рода Скрученник, встречающийся главным образом в Азии и до стран Океании. Растёт на приморских лугах, газонах, у обочинах дорог, в парках и садах.
Мезофитный, мезотропный, светолюбивый вид.

## Значение
Выращивается как декоративное, культивируемое, лекарственное растение. Может употребляться в пищу.

## Охранный статус
Согласно данным Международного союза охраны природы, скрученник китайский не имеет угроз к исчезновению; однако вид включён в региональные Красные книги России: республик Башкортостан и Якутия, Еврейской автономной области, Камчатского края, Кемеровской, Курганской, Томской, Тюменской и Челябинской областей и Ханты-Мансийского автономного округа. Вид включён также в Красную книгу Украины, где произрастает на территории ботанического заказника местного значения «Кемпа» Бродовского района Львовской области.

## Синонимика
Синонимичные названия:
- Neottia sinensis Pers.basionym
- Aristotelea spiralis Lour.
- Calanthe australisAiton ex Loudon
- Epidendrum aristotelea Raeusch.
- Gyrostachys amoena Blume
- Gyrostachys australis (R.Br.) Blume
- Gyrostachys australis var. flexuosa (Sm.) Blume
- Gyrostachys congesta (Lindl.) Kuntze
- Gyrostachys novifuburgensis Kuntze
- Gyrostachys stylites (Lindl.) Kuntze
- Gyrostachys wightiana Kuntze
- Ibidium spirale (Lour.) Makino
- Ibidium viridiflorum (Makino) Makino
- Monustes australis (R.Br.) Raf.
- Neottia amoena M.Bieb.
- Neottia australis R.Br.
- Neottia crispata Blume
- Neottia flexuosa Sm.
- Neottia parviflora Sm.
- Neottia pudica (Lindl.) Sweet
- Ophrys spiralis Georgi
- Spiranthes amoena (M.Bieb.) Spreng.
- Spiranthes aristotelea (Raeusch.) Merr.
- Spiranthes australis (R.Br.) Lindl.
- Spiranthes australis var. pudica (Lindl.) F.Muell.
- Spiranthes australis var. suishaensis Hayata
- Spiranthes australis var. viridiflora Makino
- Spiranthes congesta Lindl.
- Spiranthes crispata Zoll. & Moritzi
- Spiranthes densa A.Rich.
- Spiranthes flexuosa (Sm.) Lindl.
- Spiranthes indica Lindl. ex Steud.
- Spiranthes longispicata A.Rich.
- Spiranthes neocaledonica Schltr.
- Spiranthes novae-zelandiae Hook.f.
- Spiranthes papuana Schltr.
- Spiranthes parviflora
- Spiranthes pudica Lindl.
- Spiranthes sinensis f. autumnus Tsukaya
- Spiranthes sinensis f. gracilis F.Maek. ex Tsukaya
- Spiranthes sinensis var. amoena (M.Bieb.) H.Hara
- Spiranthes sinensis var. australis (R.Br.) H.Hara & S.Kitam.
- Spiranthes spiralis (Lour.) Makino
- Spiranthes stylites Lindl.
- Spiranthes suishanensis (Hayata) Schltr.
- Spiranthes viridiflora (Makino) Makino
- Spiranthes wightiana Lindl. ex Wall.